# Jean-Pierre Tokoto
Jean-Pierre Tokoto (Douala, 1948. január 26. –) kameruni válogatott labdarúgó.

## Pályafutása

### Klubcsapatban
1963 és 1968 között az Oryx Douala játékosa volt, mellyel négy bajnoki címet és egy bajnokcsapatok Afrika kupáját nyert. 1968 és 1980 között Franciaországban játszott, többek között az Olympique Marseille, a Paris-Neuilly, a Paris-Joinville, és a Girondins Bordeaux csapataiban. 1980 és 1982 között az Egyesült Államokban játszott és később itt telepedett le. 

### A válogatottban
A kameruni válogatott tagjaként részt vett az 1982-es világbajnokságon.

## Sikerei, díjai
Oryx Douala
- Kameruni bajnok (4): 1963, 1964, 1965, 1967
- Bajnokcsapatok Afrika-kupája (1): 1965

Olympique Marseille
- Francia bajnok (1): 1971–72